# Émilie Simon (album)
Émilie Simon je debutové album francouzské umělkyně Émilie Simon. Album mělo úspěch nejen komerční, bylo oceněno kritiky a v roce 2004 vyhrálo cenu Victoire de la musique za nejlepší elektronické album.

## Seznam skladeb
| Pořadí | Název                                 | Délka |
| ------ | ------------------------------------- | ----- |
| 1.     | Désert                                | 3:03  |
| 2.     | Lise                                  | 3:55  |
| 3.     | Secret                                | 3:57  |
| 4.     | Il Pleut                              | 3:31  |
| 5.     | I Wanna Be Your Dog                   | 2:42  |
| 6.     | To The Dancers In The Rain            | 2:42  |
| 7.     | Dernier Lit                           | 3:06  |
| 8.     | Graines D’Étoiles (feat. Perry Blake) | 3:00  |
| 9.     | Flowers                               | 2:33  |
| 10.    | Vu D’Ici                              | 3:48  |
| 11.    | Blue Light                            | 3:06  |
| 12.    | Chanson De Toile                      | 4:02  |